# Execution (The Twilight Zone)
"Execution" is een aflevering van de Amerikaanse televisieserie The Twilight Zone. Het scenario werd geschreven door Rod Serling, gebaseerd op een verhaal van George Clayton Johnson.

## Plot

### Opening
Commonplace, if somewhat grim, unsocial event known as a necktie party. The guest of dishonor a cowboy named Joe Caswell, just a moment away from a rope, a short dance several feet off the ground, and then the dark eternity of all evil men. Mr. Joe Caswell, who, when the good Lord passed out a conscience, a heart, a feeling for fellow men, must have been out for a beer and missed out. Mr. Joe Caswell, in the last quiet moment of a violent life.
— Rod Serling

### Verhaal
In het jaar 1880 staat een man genaamd Joe Caswell op het punt te worden opgehangen vanwege de moord op een burger. Maar terwijl de strop zich strak trekt om zijn nek, verdwijnt Joe opeens en belandt hij in een modern lab. Dit lab is van professor Manion.
Manion verklaart dat hij een tijdmachine heeft gebruikt om een willekeurig persoon uit het verleden naar het heden te halen. Maar wanneer Marion de striemen van de strop rond Cawells nek ziet, wil hij hem terugsturen. De twee mannen raken in een gevecht verwikkeld en Caswell slaat Manion neer met een zware lamp. Caswell ontsnapt door het lab, maar schikt enorm van de vele lichten en geluiden op straat. Daarom keert hij terug naar het lab. Daar blijkt dat Manion de klap op zijn hoofd niet heeft overleefd.
Wanneer een dief genaamd Johnson inbreekt bij het lab, probeert Caswell Johnson zijn pistool afhandig te maken. Johnson is echter te sterk en wurgt Caswell. Daarna probeert hij de kluis open te breken, maar activeert hij per ongeluk de tijdmachine. Zo wordt Johnson teruggestuurd naar het jaar 1880 en verschijnt in de strop waar Caswell aan hing aan het begin van de aflevering.

### Slot
This is November, 1880, the aftermath of a necktie party. The victim's name - Paul Johnson, a minor-league criminal and the taker of another human life. No comment on his death save this: justice can span years. Retribution is not subject to a calendar. Tonight's case in point in the Twilight Zone.
— Rod Serling

## Rolverdeling
- Albert Salmi: Joe Caswell
- Russell Johnson: Professor Manion
- Than Wyenn: Johnson
- Jon Lormer: Dominee

## Trivia
- Russell Johnson speelde ook mee in de aflevering "Back There". Ook deze aflevering draait om een tijdreis. Verder is hij bekend van de serie Gilligan's Island.
- Albert Salmi speelde ook een hoofdpersonage in de aflevering "Of Late I Think of Cliffordville".